# Himmelska fridens torg

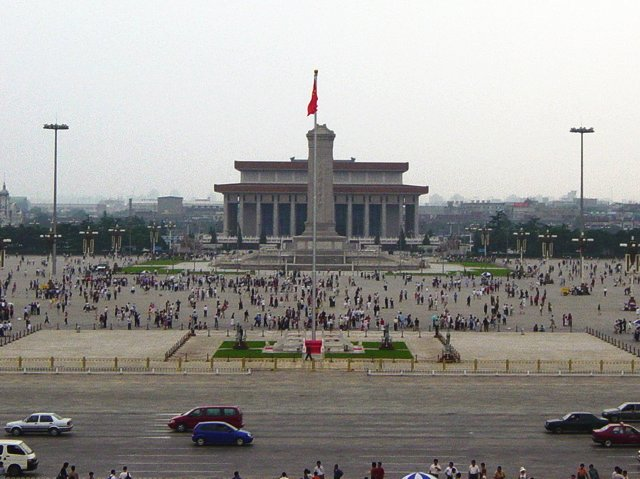
Himmelska fridens torg sett från Himmelska fridens port i norr. I bakgrunden syns Monument över folkets hjältar och Mao Zedongs minneshall

Himmelska fridens torg (天安門廣場 / 天安门广场 Tiān'ānmén Guǎngchǎng, direktöversatt: "Torget vid Himmelska fridens port") är världens största torg, beläget i centrala Peking utanför Himmelska fridens port som leder till den Förbjudna staden. Torget mäter ca 765×285 meter eller 220 000 m². Norra delen av torget är en stor öppen yta och södra delen domineras av Mao Zedongs minneshall, och mitt i torget står Monument över folkets hjältar.
På platsen där Himmelska fridens torg nu ligger, låg tidigare det kinesiska kejsardömets ministerier. De enda av de ursprungliga byggnaderna som bevarats är den sydliga stadsporten Qianmen och porten mot den Förbjudna staden, Himmelska fridens port. Dess två massiva stenportar förbands ursprungligen av en låg processionskorridor i nord-sydlig riktning. Korridoren omgärdades på båda sidor av höga stenmurar och användes av kejserliga processioner vid kejsarens resor och officiella högtider.
Dagens Himmelska fridens torg, liksom byggnaderna runt omkring torget, planerades och byggdes under 1950-talet med hjälp av sovjetiska experter. Torget är byggt med Röda torget i Moskva som förebild. Vid Himmelska fridens torg ligger bland annat Kinas nationalmuseum, Folkets stora hall, Mao Zedongs (Folkrepubliken Kinas grundare) mausoleum och Monument över folkets hjältar. Torget har varit platsen för många viktiga politiska händelser som till exempel utropandet av Folkrepubliken Kina den 1 oktober 1949.
Mellan den 15 april och 4 juni 1989 hölls omfattande studentdemonstrationer på torget med omgivningar. Studenter från bland annat Pekinguniversitetet och Tsinghuauniversitetet demonstrerade mot korruption i kommunistpartiet och krävde större demokratiska och mänskliga rättigheter i Kina. Demonstrationerna slogs ned med våld av Folkets befrielsearmé på order av Deng Xiaoping. Enligt officiella källor dödades några hundra människor, men inofficiella tal pekar på upp emot 3000 dödsoffer.
Även andra kinesiska organisationer har gjort försök att demonstrera på Himmelska fridens torg, bland annat den internationellt uppmärksammade rörelsen Falungong.
| Pekings tunnelbana |         |                            |
|                    | Linje 1 | Tian'anmen West (天安门西) |
|                    | Linje 1 | Tian'anmen East (天安门东) |
|                    | Linje 2 | Qianmen (前门)             |